# Jungfruhöstmal
Jungfruhöstmal, Ypsolopha lucella, är en fjärilsart som först beskrevs av Johan Christian Fabricius, 1775.  Jungfruhöstmal ingår i släktet Ypsolopha, och familjen höstmalar, Ypsolophidae. Arten är reproducerande i både Sverige och Finland och enligt respektive rödlista är arten livskraftig, LC, i båda länderna.

## Bildgalleri

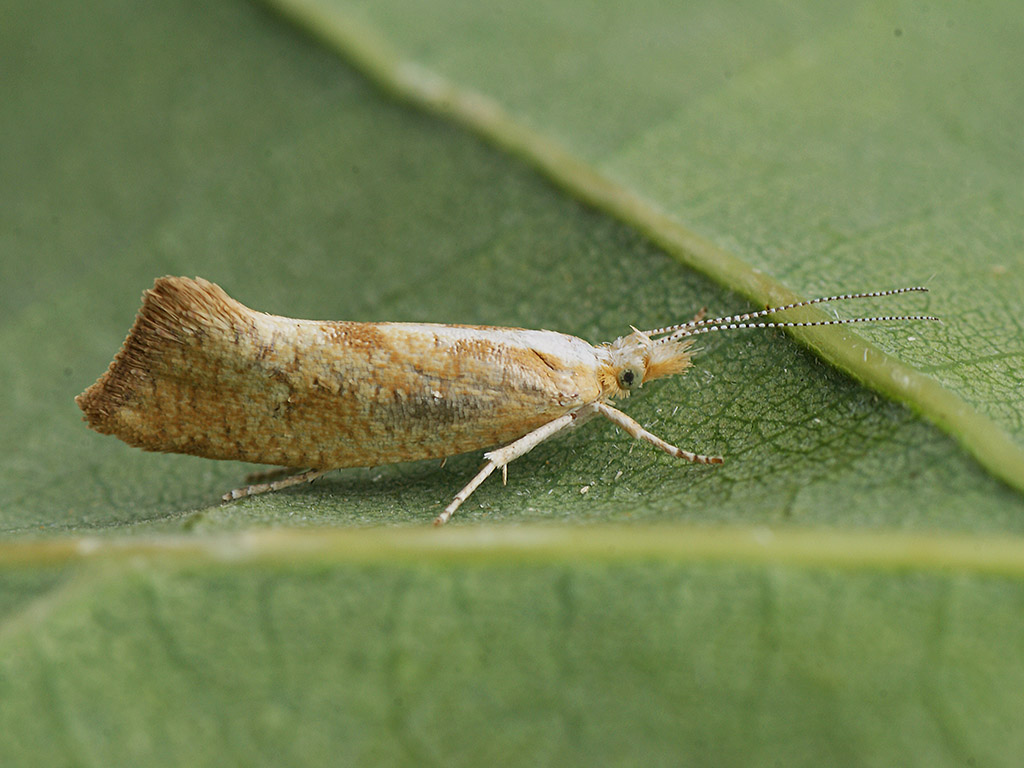
Imago fjäril
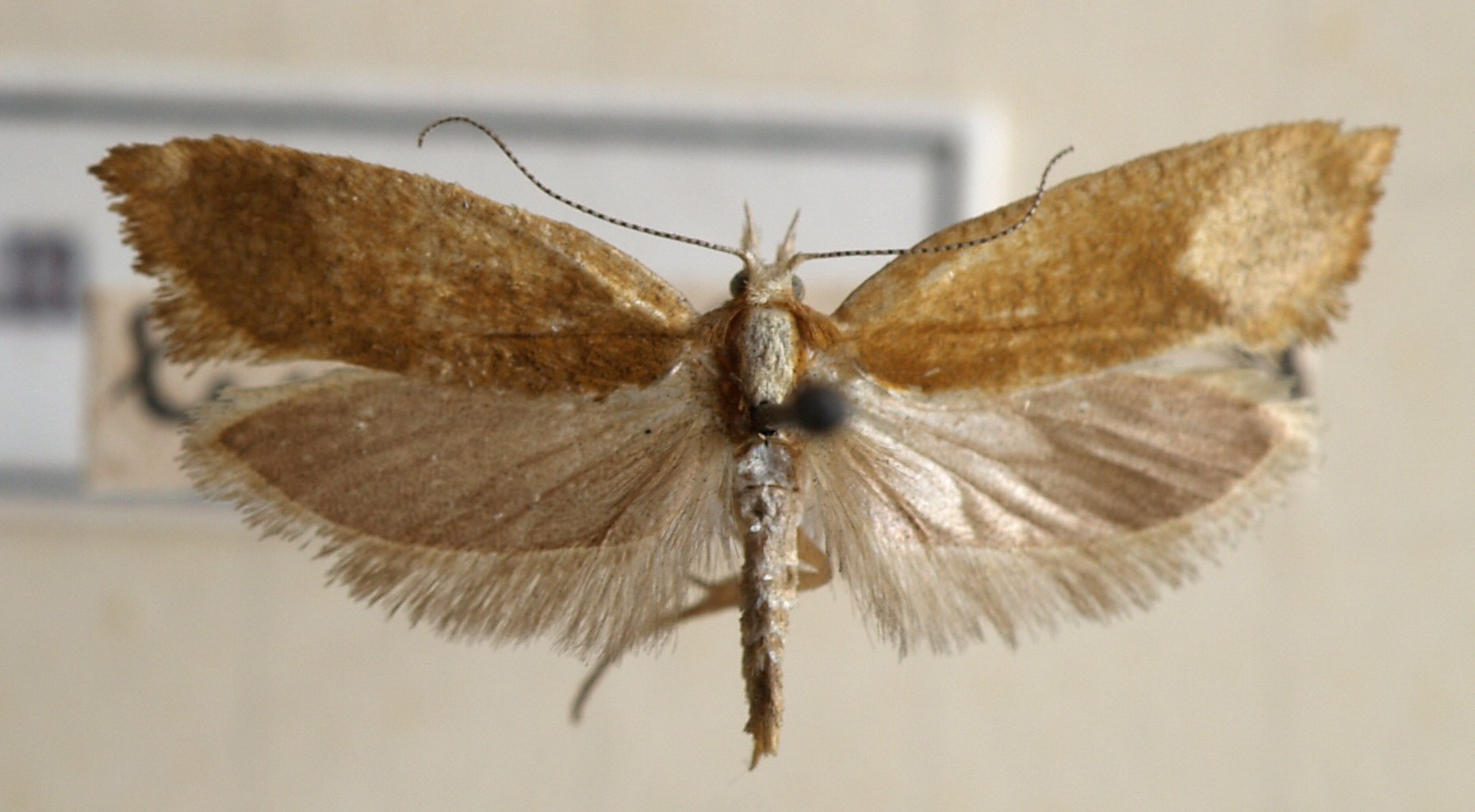
Preparerad (uppnålad) imago fjäril